# Copris arimotoi
Copris arimotoi là một loài bọ cánh cứng trong họ Bọ hung (Scarabaeidae).